# Wypychy Mchów
Wypychy Mchów – część wsi Lubomin Rządowy w Polsce położona w województwie kujawsko-pomorskim, w powiecie włocławskim, w gminie Boniewo.
W latach 1975–1998 Wypychy Mchów administracyjnie należały do województwa włocławskiego.